# トベラ
トベラ（扉、学名: Pittosporum tobira）は、トベラ科トベラ属の常緑低木。別名でトビラノキともよばれる。

## 名称
枝葉は切ると悪臭を発するため、節分にイワシの頭などとともに鬼を払う魔よけとして戸口に掲げられた風習があったことから「扉の木」とよばれ、これが転訛してトベラとなった（学名の種小名 tobira（トビラ）もこれによる）。属名の Pittosporum（ピットスポルム）は、 Pitta（樹脂）と Sporos（種子）に由来し、熟した果実から粘液が付着した種子が露出するのが特徴的なことから付けられたものである。
英名では tobira （トビラ）、japanise tobira（ジャパニーズ・トビラ）、あるいは cheesewood （チースウード）などとよばれている。

## 分布・生育地
日本では東北地方岩手県・日本海側の新潟県以南の本州、四国、九州、琉球列島、小笠原諸島に分布し、朝鮮半島南部（韓国）、台湾、中国南部までの海岸に分布する。
主に暖地の海岸に多く自生するが、公園や道路沿いなどにも植えられる。海岸では海浜植物などの草本につづく海岸性森林の最前線に位置し、低くて密な群集を形成する他、海岸林の中では高木層を形成する場合もある。また、潮風や乾燥に強くつやのある葉を密生することなどから、日本をはじめ欧米でも海岸の公園などの庭園樹、生け垣、また街路樹として道路の分離帯などに栽培される。

## 特徴
常緑広葉樹の低木から小高木で、高さは2 - 6メートル (m) になる。樹形は、海岸に這いつくばったように生える。幹は下の方から枝を広げて茂るため、見えなくなることも多い。樹皮は灰褐色で小さな皮目が多く、太いものでも裂け目や割れ目はない。若い枝は緑色で短毛が生えている。根の皮や枝には悪臭がある。
葉は互生し、主に枝の先に葉が集まって付く。葉身は革質で厚く長さ4 - 8センチメートル (cm) 、幅2 - 4 cmの長楕円形や狭倒卵形、主脈は白っぽく、葉全体はつやのある緑色で、周辺部がやや内に巻くように葉全体が反っている。
花期は4 - 6月。雌雄異株。本年枝の先から集散花序を出して、甘い芳香のある白い5弁の花を上向きに咲かせる。花色ははじめのうちは白く、のちに黄色になる。雄花は雄蕊が5個、雌花は雌蕊が1個つく。果期は6月。果実は直径1 - 1.5 cmの球形で、熟すと3裂し、赤い粘液が付着した種子を多数露出し、これが鳥のくちばしなどに粘着して運ばれるといわれる。
冬芽は球形や楕円形で、枝先に集まった葉の中心につく。冬芽わきにある葉痕は半円形で、維管束痕が3個つく。
野生状態ではあまりトベラを食樹とする昆虫は大量発生しないが、都市に植樹されたトベラには、新芽に虫えいをつくるトベラキジラミというキジラミ科の昆虫がしばしば大量発生して、排泄物の甘露にすす病菌が発生しているのを見ることが多い。

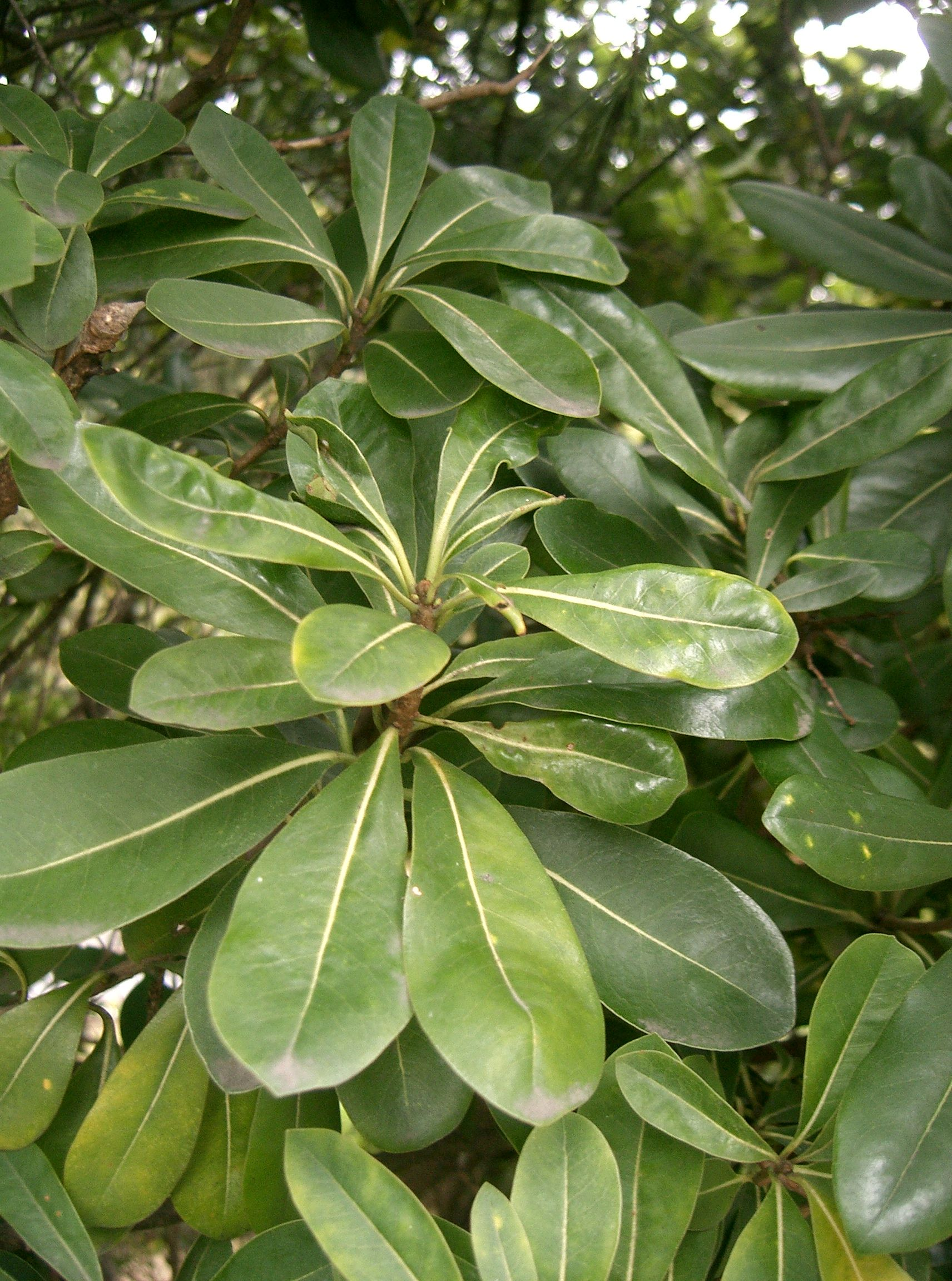
葉
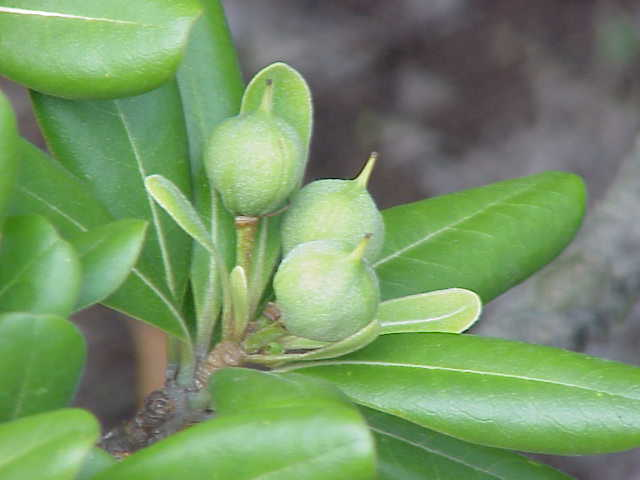
果実
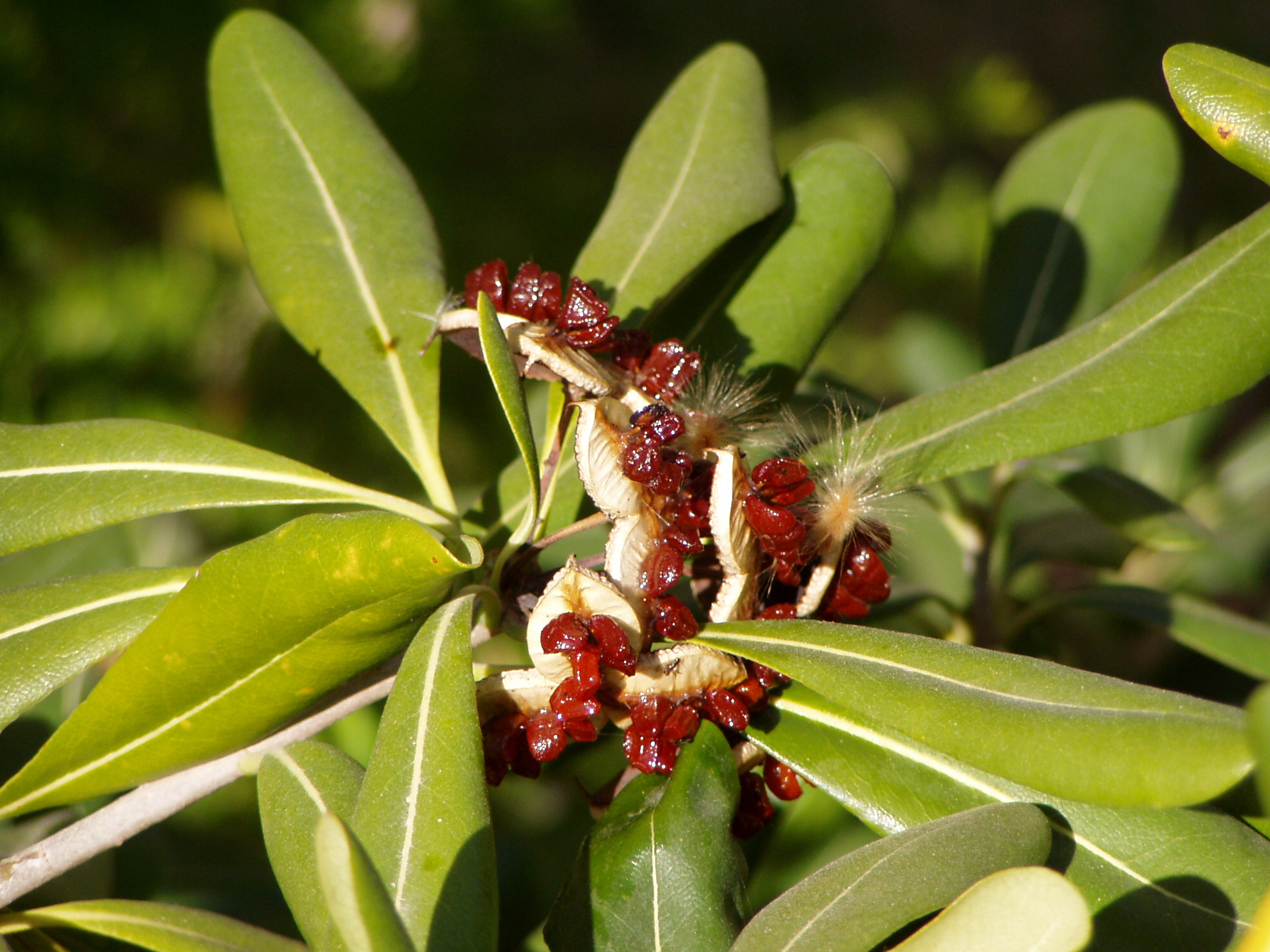
種子
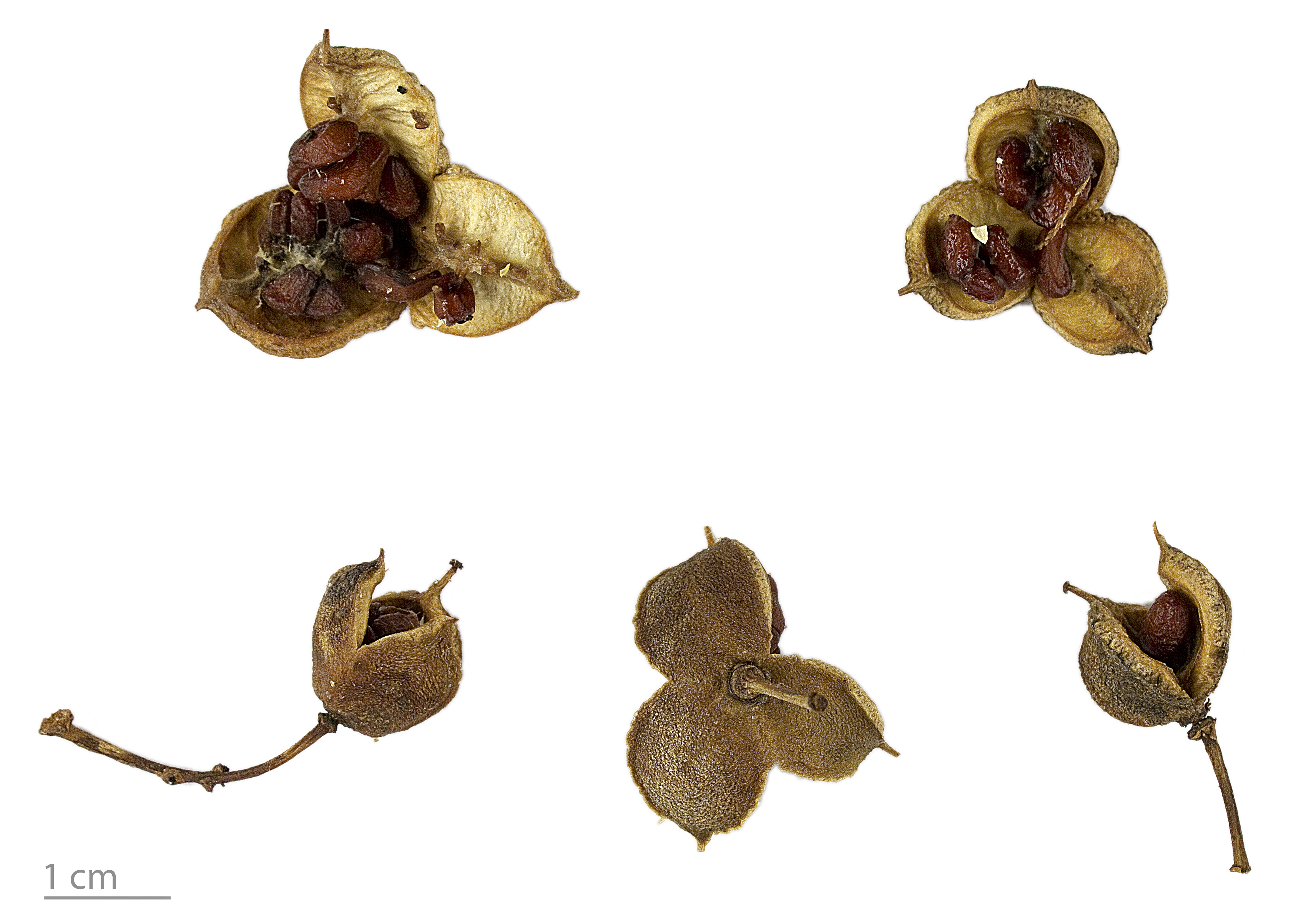
Museum specimen